# Aljustrel (Fátima)

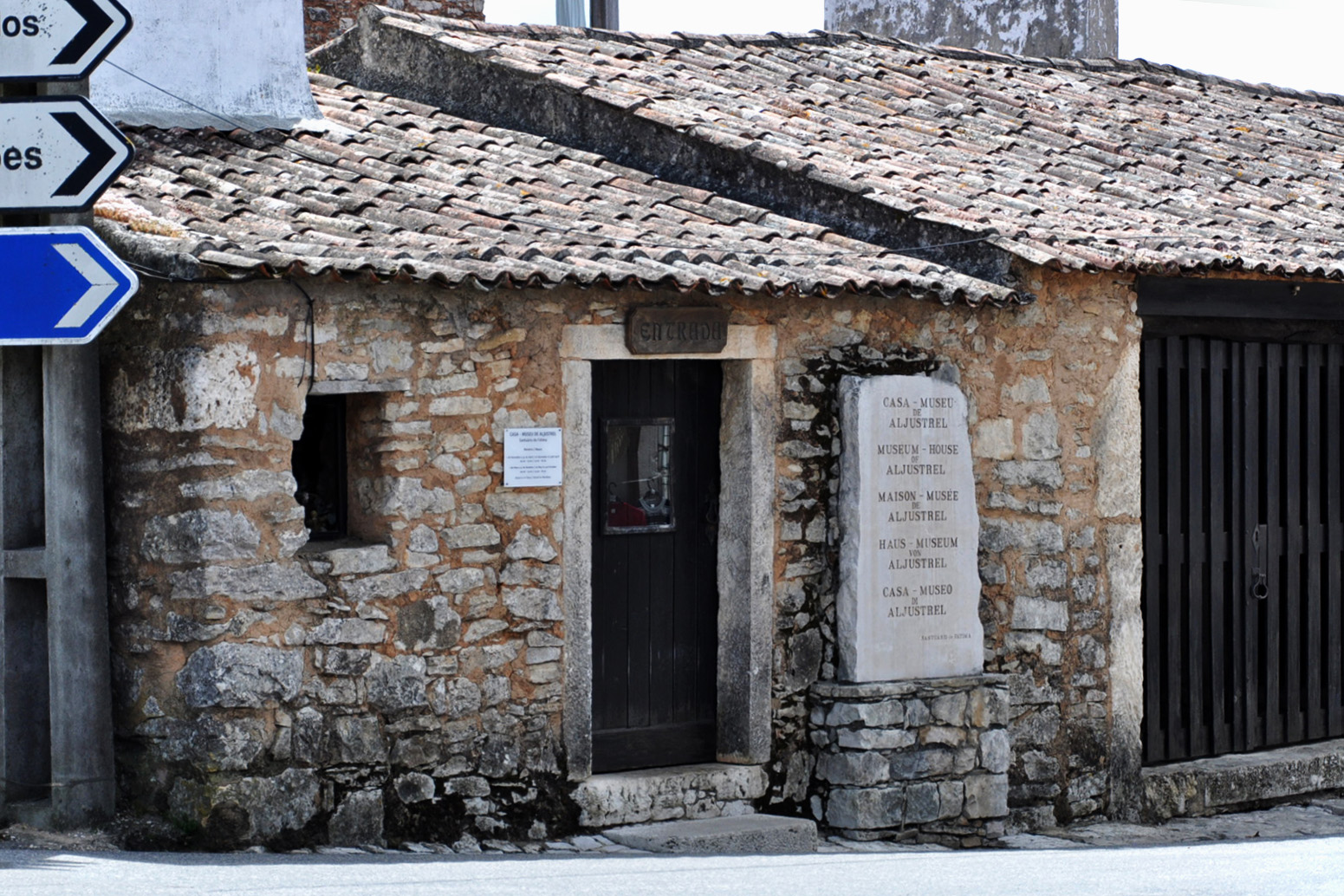
La Casa-Museo de Aljustrel.

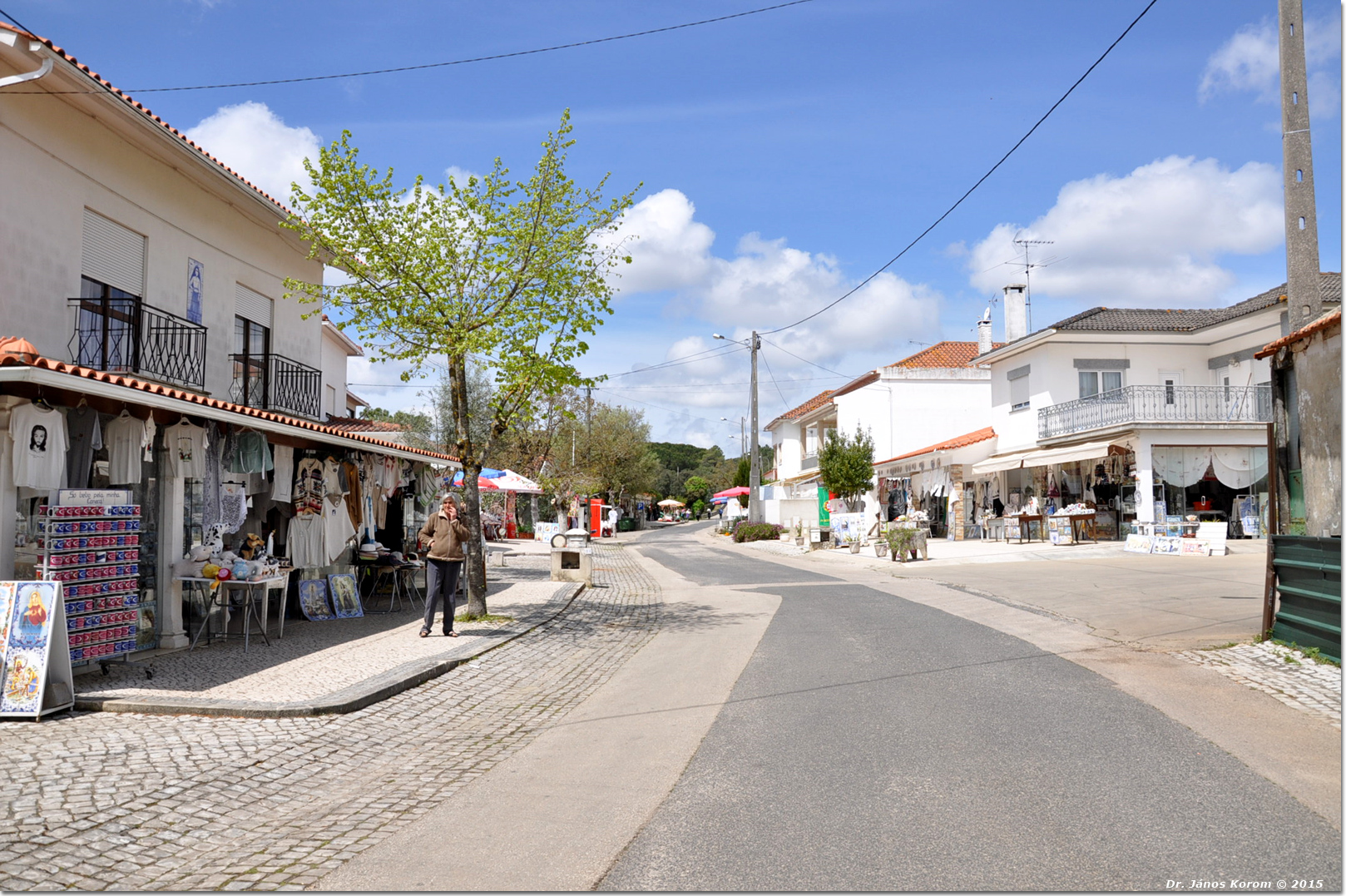
Calle de acceso a los Valinhos, en Aljustrel.

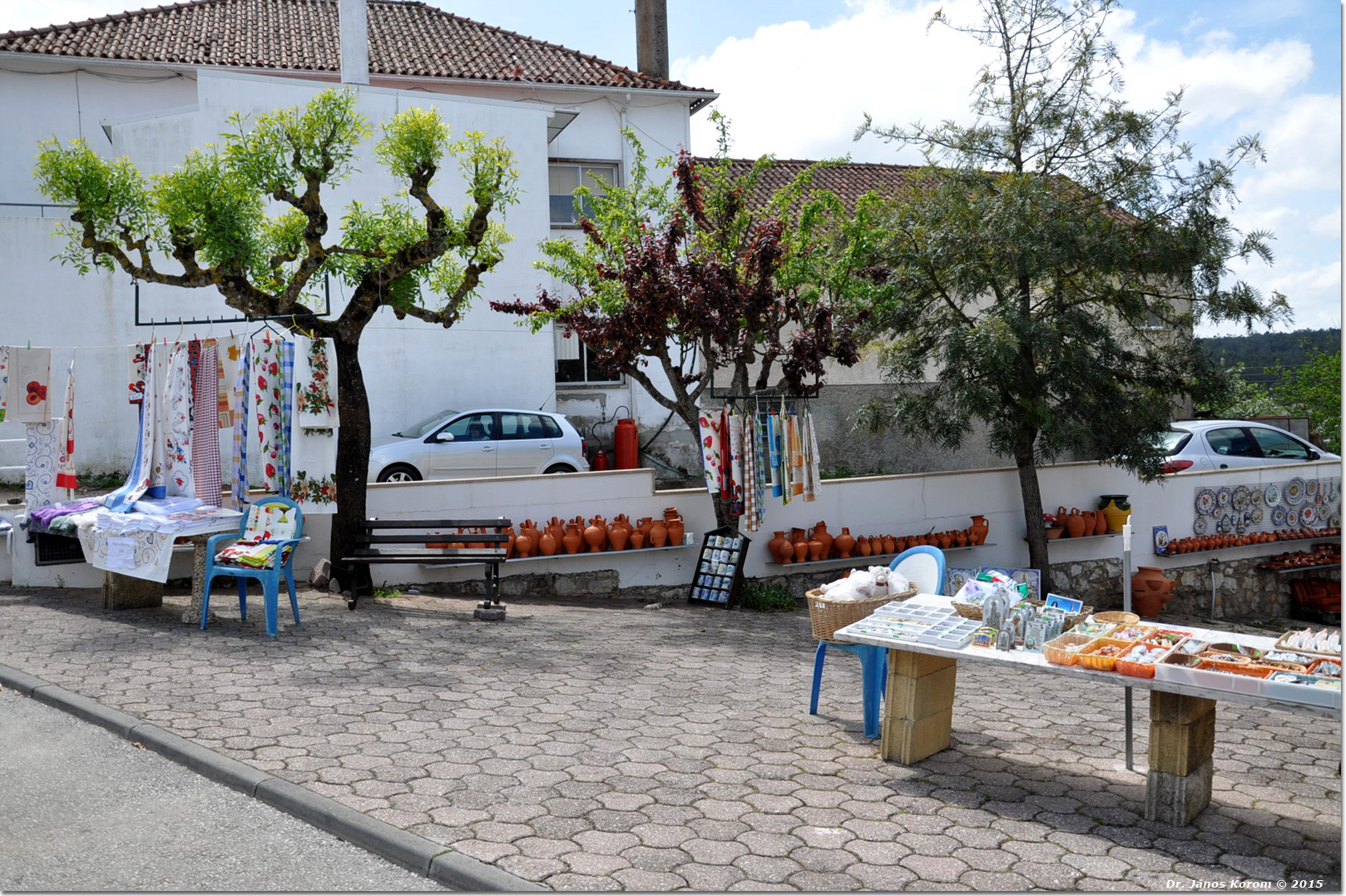
El comercio local en una calle de Aljustrel.

Aljustrel es una aldea de la freguesia de Fátima, en el municipio de Ourém, provincia de la Beira Litoral, distrito de Santarém, en la región del Centro de Portugal y subregión de Medio Tajo.
El pueblo dista cerca de 2 km de la sede de la parroquia y 3 km de la Cova da Iria, el lugar donde tuvieron lugar las principales apariciones de la Santísima Virgen María y donde se alza el internacionalmente conocido Santuario de Fátima.
Se trata también de una localidad conocida, sobre todo, por tratarse del lugar de origen de los tres pastorcitos, Lucía dos Santos y sus primos Francisco y Jacinta Marto, videntes de las apariciones de Fátima. Por este motivo, es lugar de bastante turismo, sobre todo de peregrinos que se dirigen al Santuario de Nuestra Señora del Rosario de Fátima y que, durante su estancia, aprovechan para conocer el contexto original de las apariciones de 1916 y 1917, el origen y la vida de los tres pastorcitos y de sus familias.
Es posible visitar, en Aljustrel, las casas donde nacieron los videntes de Fátima, así como una casa-museo y un museo etnográfico.

## Calles
La aldea de Aljustrel contiene 14 calles. Son ellas:
| - Rua António dos Santos | - Rua do Poço |

## Galería de fotos

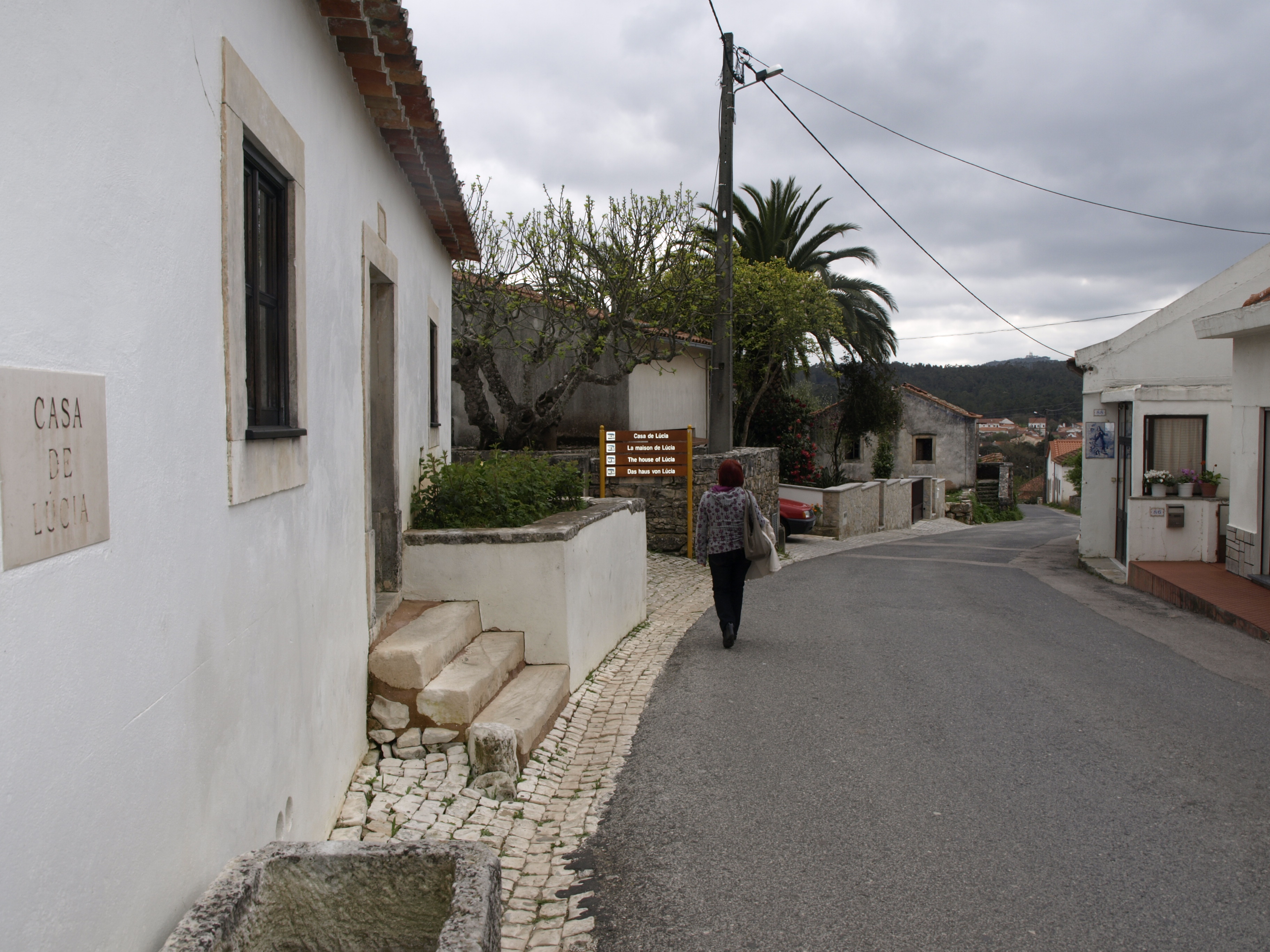
Casa de Lucía
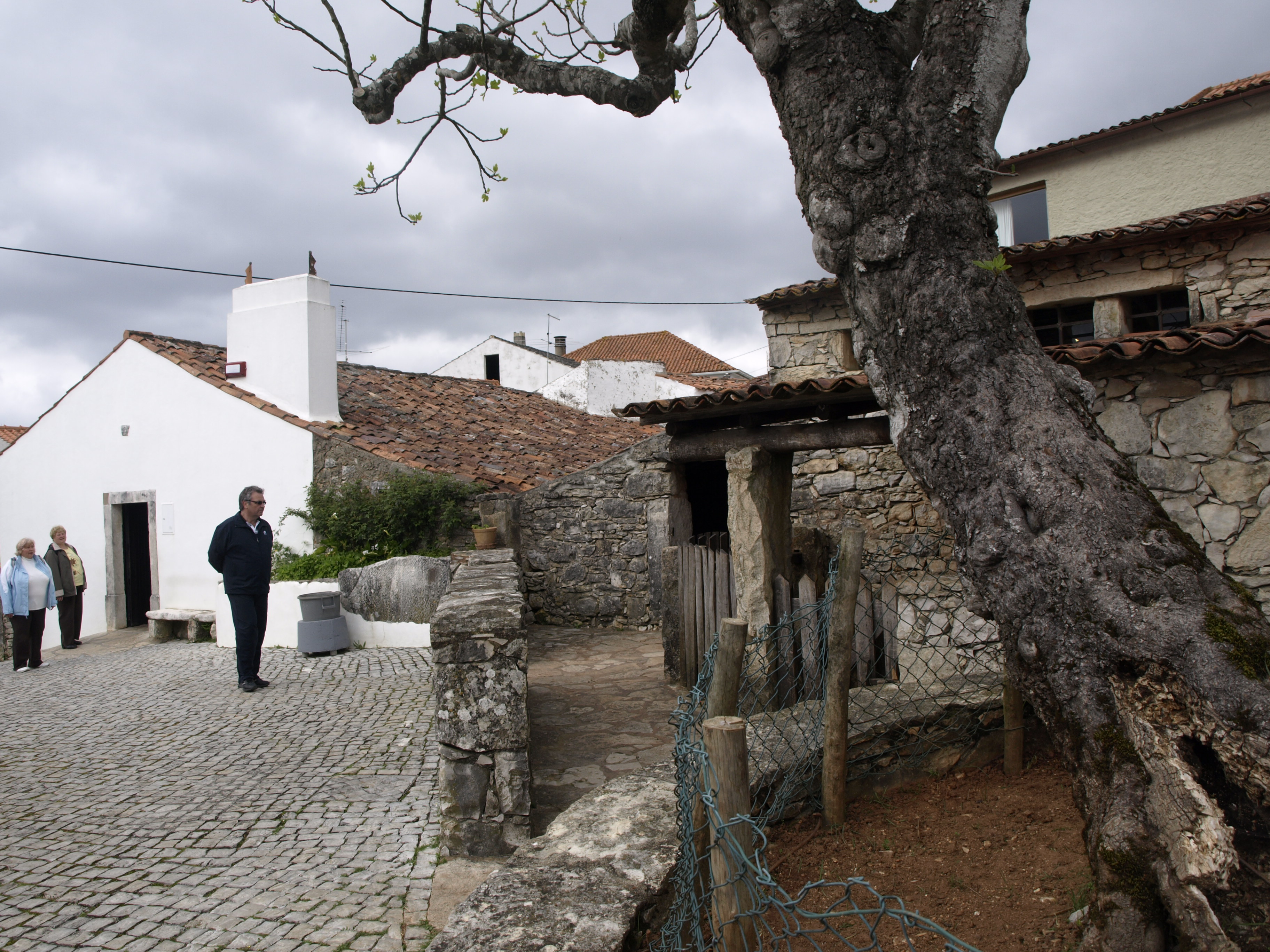
Patio de la casa de Lucía
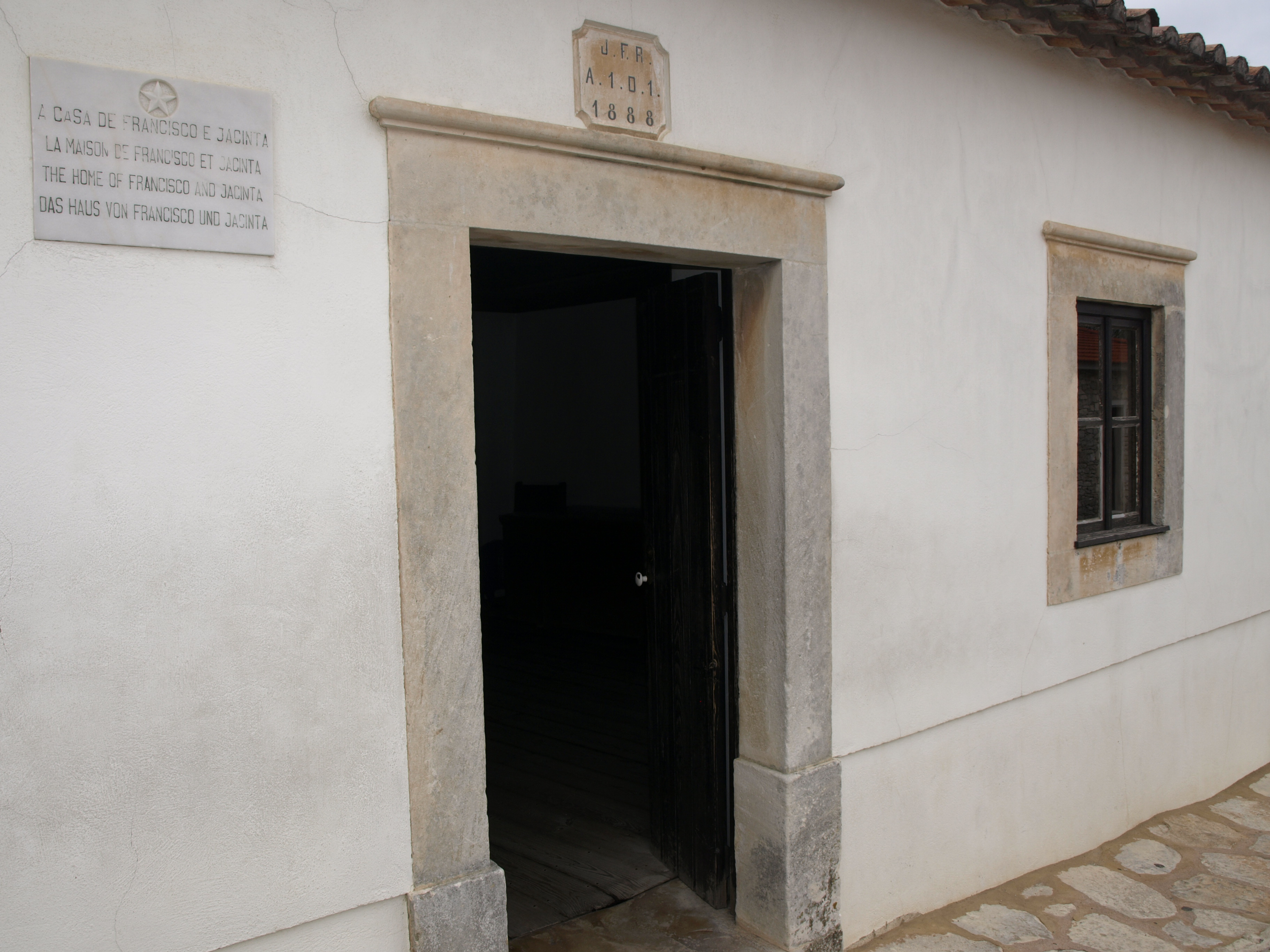
Casa paterna de Francisco y Jacinta Marto
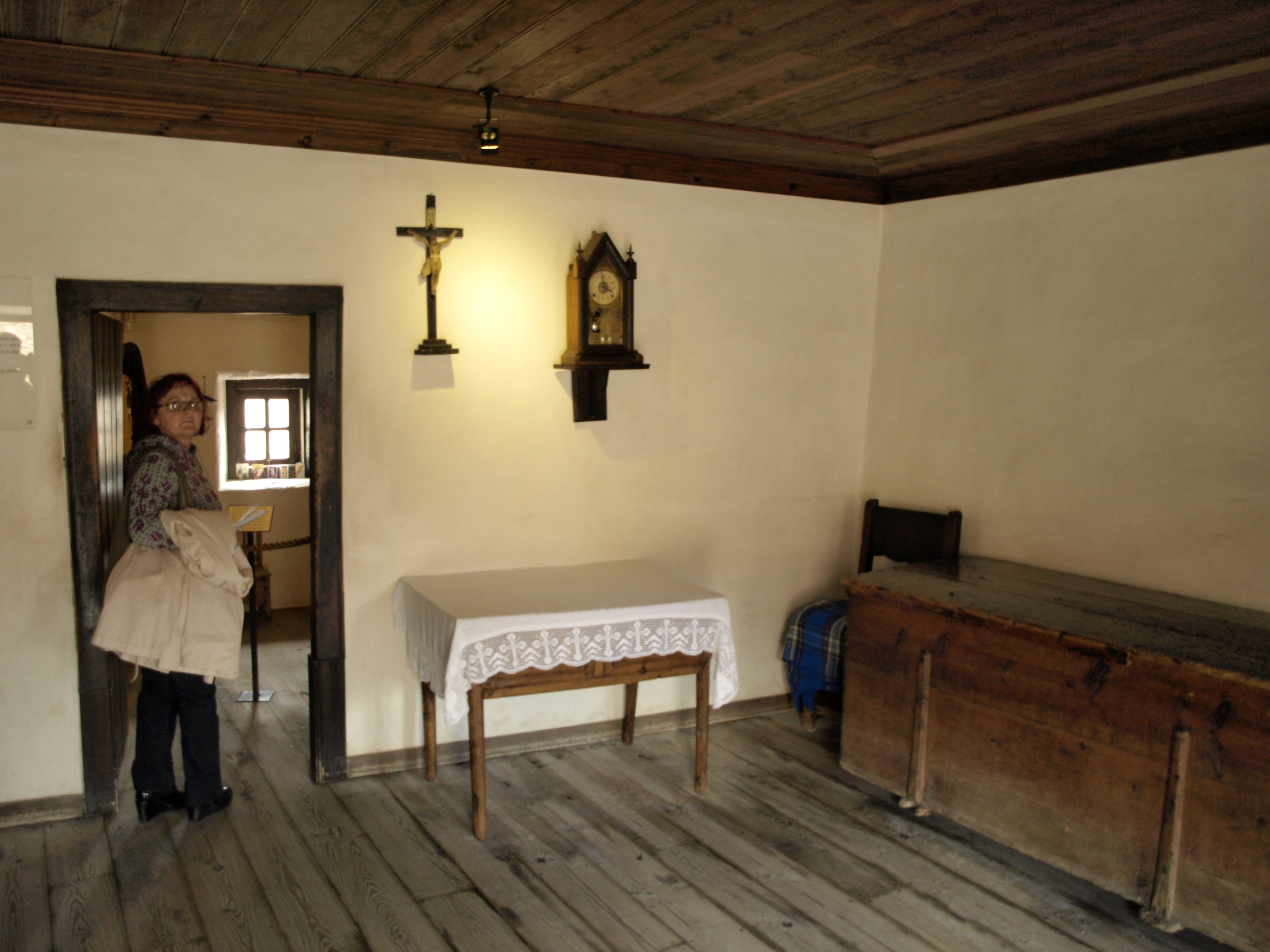
Interior de la casa de Francisco y Jacinta Marto
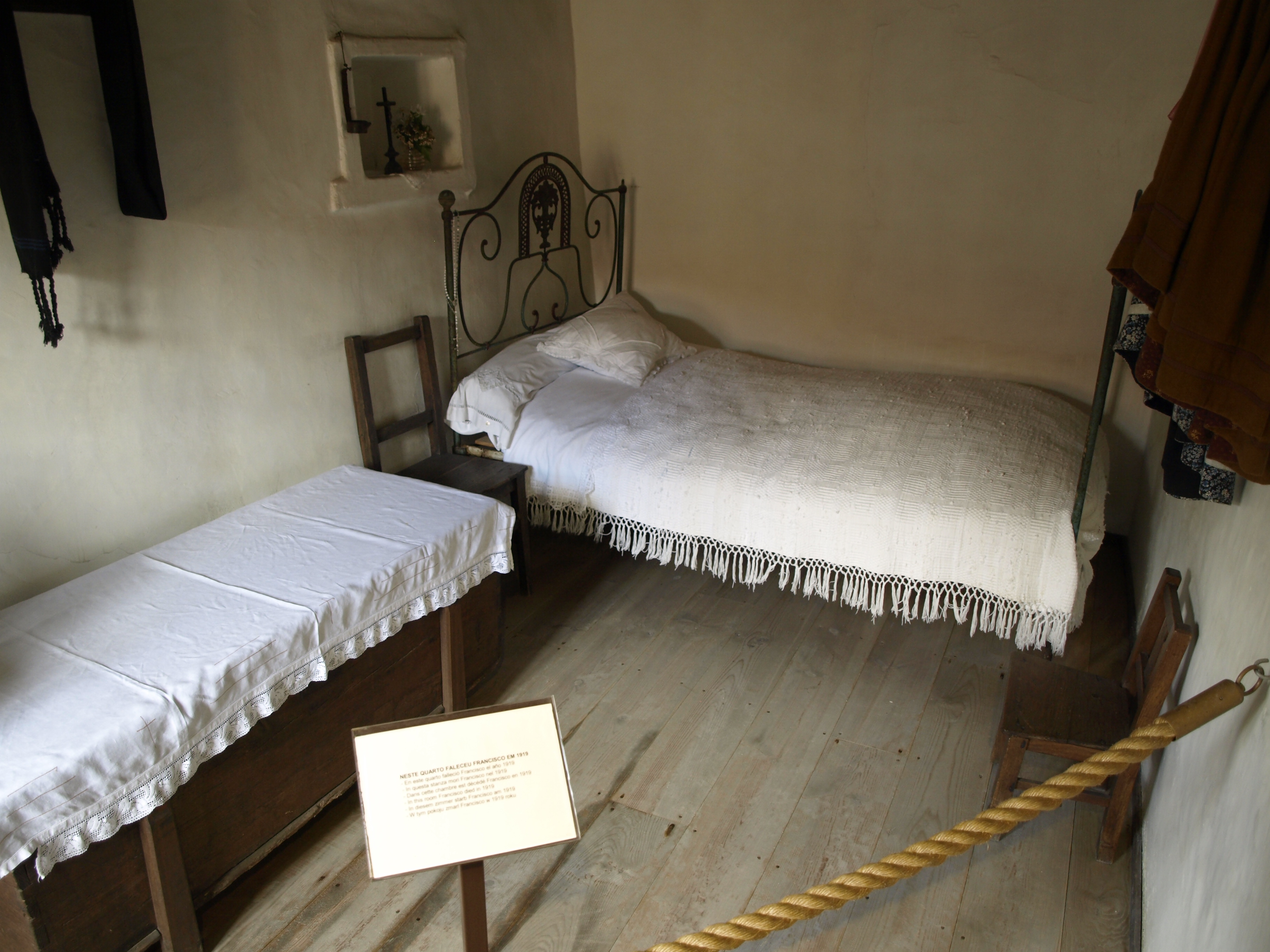
Cuarto donde murió el santo Francisco Marto